# Філософія інформації
Філосо́фія інформа́ції (ФІ) — область дослідження, яка вивчає концептуальні питання, що виникають на перетині філософії, кібернетики, інформаційних технологій.
Вона охоплює:
1. критичні дослідження концептуального характеру та основні принципи інформації, в тому числі її динаміки, використання і науки
2. розробка і застосування теоретичної інформатики та обчислювальних методів у філософських проблемах.

## Історія
Філософія інформації (ФІ) еволюціонувала від філософії штучного інтелекту, логіки інформації, кібернетики, соціальної теорії, етики, вивчення мови та інформації.

### Логіка інформації
Логіка інформації, також знана як логічна теорія інформації, розглядає інформаційний зміст логічних знаків і виразів по лініях, які спочатку розробив Чарльз Сандерс Пірс.

### Кібернетика
Одне з джерел для філософії інформації можна знайти в технічних роботах Норберта Вінера, Алана Тюринга, Вільяма Росса-Ешбі, Клода Шеннона, Воррена Вівера і багатьох інших вчених, що працюють над інформаційно-обчислювальною теорією ще з початку 1950-х років.
Деяку важливу роботу з інформатизації та зв'язку зробили Грегорі Бейтсон та його колегами.

### Вивчення мови та інформації
Пізніші внески в область були зроблені Фредом Дретске, Джоном Барвайсом, Браяном Кантвелом-Сміттом, Лучано Флоріді, Ростиславом Димерцем та іншими.
Центр з вивчення мови та інформації (ЦВМІ) був заснований в Стенфордському університеті у 1983 році філософами, вченими-комп'ютерниками, лінгвістами і психологами під керівництвом Джона Перрі та Джона Барвайса.